# Mistrovství světa v letech na lyžích 1981
Mistrovství světa v skocích na lyžích se v roce 1981 konalo 27. února - 1. března v západoněmeckém Oberstdorfu na tamním mamutím můstku Heini-Klopfer-Skiflugschanze.

## Výsledky
| *                | Sportovec        | Skok | Body | Celkem |
| ---------------- | ---------------- | ---- | ---- | ------ |
| Zlatá medaile    | Jari Puikkonen   |      |      |        |
| Stříbrná medaile | Armin Kogler     |      |      |        |
| Bronzová medaile | Tom Levorstad    |      |      |        |
| 4                | Markku Reijonen  |      |      |        |
| 5                | Horst Bulau      |      |      |        |
| 6                | Halvor Apshol    |      |      |        |
| 7                | Hubert Neuper    |      |      |        |
| 8                | Hirokazu Yagi    |      |      |        |
| 9                | Thomas Meisinger |      |      |        |
| 10               | Hans Wallner     |      |      |        |